# Colinas Béricas
Os montes ou colinas Béricas são um relevo de origem vulcânica (altura máxima de 444 m), que se encontra na Planície Padana, no sul da província de Vicenza da região do Veneto, nordeste de Itália. Esta formação, juntamente com uma paisagem-irmã que se encontra a poucos km, na província de Pádua, as colinas Eugâneas, têm uma grande importância turística, para além de agrícola e como testemunho das forças que moldaram o nosso planeta. 

## Geologia
Durante o Cretácico (há cerca de 95 a 65 milhões de anos), toda a região que hoje compõe a Planície Padana era o fundo de um mar (Tétis), onde se depositaram, ao longo de milénios, restos de organismos que deram origem à rocha calcária denominada “scaglia rossa” (“escama vermelha”) que se pode encontrar nas comunas de Sossano e Nanto. Já no Paleoceno e Eoceno (cerca de 65 a 34 milhões de anos), foi-se depositando material diferente, o calcário numulítico e a “pietra di Nanto”, visíveis em toda a faixa fronteiriça das colinas com a planície, entre Lumignano e Sossano. 
Neste período registou-se uma intensa atividade vulcânica nos Montes Lessini, a norte, que levou à formação dum atol onde continuou o depósito de sedimentos que gerou a “pedra macia de Vicenza”. Todo este conjunto se tornou visível no início do Quaternário, quando se verificou a emersão de toda a região inundada 

## Flora, fauna e agricultura
Os montes Béricos  encontram-se numa região de clima temperado continental, mas mais suave que na planície circundante. 
Tirando as áreas cultivadas e as associações dominadas pela infestante exótica Robinia (uma leguminosa nativa da América), a vegetação original das colinas inclui:
- a mancha mediterrânica, uma associação arbustiva dominada por Erica (a urze e espécies próximas), giesta, medronheiro e o figo-da-índia anão;
- o bosque de castanheiros; e
- o bosque de carvalhos.

A fauna é também típica desta região da Europa, incluindo a raposa, doninhas e outros pequenos carnívoros, e muitas espécies de aves. Este ambiente natural propiciou o desenvolvimento da agricultura, incluindo vários produtos com denominação de origem protegida, como o “Olio dei Berici” (azeite), o Prosciutto Veneto Berico-Euganeo, presunto feito preferencialmente com as pernas de porcos da variedade “Suino Pesante Padano”, e o “Prosciutto Dolce Val Liona” a que foi atribuída Indicação Geográfica Protegida, várias qualidades de vinho com denominação de origem controlada como "vinhos dos Colli Berici" ou de Vicenza, e o famoso queijo Grana Padano, com uma história de mais de um milénio. 